# Kráska z Marsu
Kráska z Marsu (Aelita) je fantastický román napsaný v roce 1923 a přepracovaný v roce 1937 do podoby povídky pro mládež, která vypráví o putování obyvatel Země na Mars. Autorem je Alexej Nikolajevič Tolstoj.

## Historie vzniku a publikace
Svůj román začal A. N. Tolstoj psát v roce 1922 během pobytu v zahraničí. Podle názoru některých literárních vědců mohl být inspirací pro napsání díla román dánského spisovatele Sophuse Michaëlise Let na Mars, který byl v roce 1918 zfilmován.
Poprvé byl román publikován v šestém čísle časopisu Krasnaja Nov v roce 1922 a v druhém čísle v roce 1923. V roce 1923 vyšlo první knižní vydání románu pod názvem Aelita (Západ Marsu).
Kritici pobývající v emigraci přijali román s opatrností. Ivan Alexejevič Bunin obvinil Alexandra Nikolajeviče ze zájmu o bulvár.
Pro vydavatelství Dětská literatura román v roce 1937 přepracoval do podoby povídky a v této podobě je Kráska z Marsu vydávána dodnes.
Tento román, který je hluboce senzitivní, nebyl původně určen mládeži. Změny, provedené autorem pro poslední vydání, nebyly jen stylistického charakteru. Dílo bylo zkráceno a změny se dotkly i samotného obsahu díla. Tak došlo k tomu, že byla některá místa týkající se vyprávění Aelity Losovi o vzdálené minulosti Marsu vypuštěna. Odstraněny byly i některé rysy charakterizující Losa, konkrétně v první publikaci pověsti, když Tolstoj vyobrazoval Losa v nejvýraznějším momentu výchovy, objevila se v ní fráze: „ V uších mi znělo: k tobě, k tobě skrze oheň i zápas, kolem hvězd, kolem smrti, k tobě lásko!“. V další verzi se tato fráze už nevyskytovala. Změnám se nevyhnuly ani některé charakterové rysy Guseva.

## Obsah
Obyvatelé Země se dostanou na Mars, objevují zde civilizaci humanoidů (civilizace rozumných a člověku podobných bytostí) a stávají se katalyzátory sociální vzpoury. Dcera vůdce Vyššího sovětu Aelita se zamilovává do pozemského inženýra. Avšak revoluce, kterou vyvolali pozemšťané, je poražena a oni se vrací zpět na Zemi.

## Postavy
- Los, Mstislav Sergejevič — petrohradský inženýr, tvůrce a kapitán meziplanetární kosmické lodi.
- Gusev, Alexej Ivanovič — demobilizovaný voják, dobrodruh, bývalý účastník machnovského povstání (osvobozenecká povstání na jihu Ukrajiny v době občanské války v letech 1918-1922), avšak podle svých vlastních slov: „... s bandity jsem se nesnesl ... odešel jsem k Rudé armádě“, výborně rozumí technice a společně s Losem je účastníkem expedice na Mars.
- Tuskub — vůdce Vyššího Sovětu, v podstatě absolutní vládce (diktátor) všech zemí a národů Tumy (Marsu).
- Aelita — dcera Tuskuba; v překladu z vymyšleného jazyka obyvatel Marsu jméno znamená „poslední svit hvězdy“.
- Icha — neteř správce domu Tuskuba; Gusev ji přívětivě oslovuje Ichuška.
- Gor — marsiánský inženýr, velitel pracujícího obyvatelstva Soacerů.
- Skajls — zpravodaj amerických novin.

## Ideologie románu
Kráska z Marsu je vědecko-fantastické dílo, ve kterém se dá téma meziplanetárního letu spojovat se sociálně-politickými problémy. Autor vykresluje život obyvatel Marsu, ukazuje povstání utlačovaných obyvatel planety, kolísání národního vůdce Gora. Spisovatel zde skrytě polemizuje se sociálními teoriemi Herberta Wellse, s pesimistickým kázáním Zánik Evropy Oswalda Spenglera i s některými dalšími buržoazními filozofickými teoriemi. V postavě Marsiana Tuskuba, který je vůdce Rady inženýrů a fakticky diktátor Marsu snažící se o vytvoření civilizace „pouze pro vybrané“, Tolstoj ukazuje skrytý protinárodní charakter jeho názorů, ve kterých můžeme vidět společné rysy s ideologií fašismu.
Vědecko-technická strana vyprávění je založena na teorii meziplanetární raketové dopravy, vypracované ruským vědcem K. E. Ciolkovským v jeho práci Výzkum světových prostorů reaktivními přístroji (Исследование мировых пространств реактивными приборами).
Ve velké míře měly na problematiku díla vliv ideje antroposofie, konkrétně dílo Kronika Akaši:
- A. N. Tolstoj přijímá existenci Atlantidy i souboj ras jako hybný motor starověké historie. Popis Atlantidy je velmi podobný jejímu popisu v knihách napsaných filozofy antroposofie.
- „Ve Vesmíru se vyskytuje životadárný prach, zárodky života, které zůstávají ve stavu anabiózy (útlum životních procesů, pozn. red.). Jeden a tentýž životodárný prach sestupuje na Mars i na Zemi a na všechny zbylé hvězdy, kterých je nekonečno. Všude vzniká život a životem všude vládne bytost podobná člověku - nelze vytvořit zvíře dokonalejší, než je člověk, což je obraz a podoba Vládce Vesmíru“.
- „Rozum je látka tvrdší než kámen a rychlejší než světlo.“
- „Předmět je dočasné zhuštění rozumu.“
- „V krystalu se rozum nachází v absolutním klidu. V meziplanetárním prostoru je rozum v neustálém pohybu. Člověk je mostem mezi těmito dvěma stavy rozumu. Jeho nohy vyrůstají z krystalu, břicho ze slunce, oči z hvězd, hlava z pohárku s okraji, které se rozprostírají po celém Vesmíru.“

## Mars Tolstého
Když přilétají hrdinové pověsti k Marsu, vidí složitý systém pravidelně uspořádaných kanálů, na jejichž křižovatkách vidí temné body. Systém kanálů je dvojí. První je jasně viditelný na povrchu Marsu a druhý je bledý, jakoby vymazaný. Později inženýr Los pochopil, že stará síť kanálů je zanedbaná, dno vyschlých kanálů porostlo kaktusy a nová síť zásobuje vodou vodní nádrže (ve vymyšleném marsiánském jazyku nazvané Ro) kolosálních rozměrů, viditelných dokonce i z oběžné dráhy.
Místo přistání kosmické lodi je opsáno jako oranžová pustina, rozčleněná kanály, vytvořenými lidskou činností, které jsou porostlé kaktusy. Později se ukáže, že byl tento prostor dříve zavlažovaný, ale zpustl po občanské válce a výbuchu vodní nádrže. Převážná část obyvatelstva přebývá v zavlažovaných oázách. Hlavní město Marsu, nazvané Soacéra (Sluneční město), se nachází v oáze Azora. Obyvatelé Marsu ji nazývají Tuma.
Mars obývají domorodci nazvaní aoly a metisy (gory), kteří jsou potomky aolů a kolonizátorů ze Země (magacitlové), uprchlých z vymírající Atlantidy. Na Marsu Tolstého neexistuje rasový antagonismus, stejně jako rudí aolové, tak i světlí gorové zaujímají různá postavení v sociální hierarchii. Nejnižší stupeň zaujímají dělníci a sloužící a nejvyšší inženýři Vrchní rady.

## Spojitost s dalšími díly
- Postava ruského inženýra Lose, vynálezce meziplanetárních létajících lodí, je připomenuta ještě v jednom známém díle Alexandra Nikolajeviče Tolstého nazvaném Společnost pěti (1925).
- Viktor Potapov ve sborníku Fantastika-85 (Moskva: Molodaja gvardija, 1985) uveřejnil Třetí vyprávění Aelity, jehož obsah je nepřímo propojen s pověstí Tolstého. Zabývá se událostmi na Zemi, po jejím útěku magacitlů na Mars-Tumu. Jsou v ní popsány Vimany (létající stroje objevující se ve Staroindických eposech, pozn. red.) a používání jaderných nástrojů ve Starověké Indii
- Anatolij Andrejev roce 1987 vydal pověst Poslední svit hvězdy (Звезды последний луч), ve které popsal druhou návštěvu Marsu inženýrem Losem za účelem záchrany Aelity z vězení, do kterého ji uvrhl Tuskub.
- Kir Bulyčov v roce 1990 uveřejnil povídku Tobě, prostý marsianine! (Тебе, простой марсианин!), avšak elementy prostředí fantastického Marsu jsou užity tam, kde nacházíme kritiku sovětského systému.
- Vasilij Golovačov napsal pokračování románu, který byl publikován v roce 2003 pod názvem Magacitlové, který je současně součástí cyklu Nejasná doba (Смутное время).
- V nezávislé videohře Lifeless Planet se vyskytuje množství odkazů k danému dílu.

## Spojitost s reálným světem
V pověsti je uvedena adresa domu v Petrohradě, v kterém žil inženýr Los a blízko kterého byla 18. října 1921 vypuštěna jeho raketa – Ždanovské nábřeží, 11. Tento dům skutečně existuje a zachoval se až do 21. století. Je zajímavé, že toto místo má z několika důvodů vztah ke skutečné historii ruské kosmonautiky. V sousedním domě číslo 13, se ve 20. letech nacházela škola pro letecké techniky. Nesla název Vorošilova a učil v ní možný prototyp hrdiny románu Jozef Dominikovič Los, který se později stal projektantem raketových motorů. Později, ve 30. letech byla poblíž umístěna laboratoř Skupiny výzkumu pro raketovou dopravu (ГИРД), která se zabývala výzkumem reaktivního provozu a také zde měla svůj vlastní zkušební výcvikový prostor. Dokonce se vedle nachází Vojenská kosmická akademie A. F. Možajského.

## Filmové zpracování
- V roce 1924 zfilmoval román sovětský režisér Jakov Alexandrovič Protjazanov. Šlo o němý umělecký film Aelita, který je považován za světovou klasiku v oblasti fantastiky.
- Meziplanetární revoluce (Межпланетная революция, 1924) je animovaný film, který používá jednotlivé námětové motivy románu A. N. Tolstého.
- Pověst byla v roce 1981 zčásti zfilmována ve čtvrtém dílu televizního představení Tento fantastický svět (Этот фантастический мир).